# بطولة ساو توميه وبرينسيب 2013
بطولة ساو توميه وبرينسيب 2013 (بالبرتغالية: Campeonato Santomense de 2013‏) هو موسم من بطولة ساو توميه وبرينسيب. كان عدد الأندية المشاركة فيه 16، وفاز فيه سبورتينغ برايا كروز.